# Lučarjev Kal
Lučarjev Kal je naselje v Občini Ivančna Gorica. 
Geološka Zgradba
Lučarjev Kal večinoma leži na belem oz. sivem apnencu z redkimi plastmi dolomita oz. spodnji del območja se nahaja na sivem plastnastem oolitnem apnencu, apnencu z litiotidami, brečastemu apnencu in apnencu z rožencem (sp. in srednji lias) iz Jure. Območje ima tudi glino s prodom in peskom. Na območju je tudi prelom ki ni viden z masivnim in skladovitim dachsteinskim apnencem.